# La boca del lobo
La boca del lobo (bra La Boca del Lobo) é um filme hispano-peruano de 1988, do gênero drama de guerra, dirigido por Francisco José Lombardi.
Foi selecionado como representante do Peru à edição do Oscar 1989, organizada pela Academia de Artes e Ciências Cinematográficas.[carece de fontes?]

## Elenco
- Gustavo Bueno - Roca
- Toño Vega - Vitin Luna
- José Tejada - Gallardo
- Gilberto Torres - Moncada
- Bertha Pagaza - Julia
- Antero Sanchez - Basulto
- Aristóteles Picho